# Hans Bjerrum
Hans Adolf Bjerrum (Hellerup, Gentofte, Hovedstaden, 8 de setembre de 1899 - Londres, 10 de maig de 1979) va ser un jugador d'hoquei sobre herba danès que va competir a començaments del segle xx.
El 1920 va prendre part en els Jocs Olímpics d'Anvers, on va guanyar la medalla de plata com a membre de l'equip danès en la competició d'hoquei sobre herba.